# Dir
dir – polecenie służące do wyświetlenia plików i katalogów znajdujących się w aktywnym katalogu. Nazwa polecenia to skrót od ang. directory – indeks, katalog.

## dir w AmigaDOS / AROS
W wypadku systemu AmigaDOS, należy wpisać je w wierszu poleceń. Zazwyczaj jest nim shell, ale może też być CLI.
Składnia polecenia dir według wzorca ReadArgs jest następująca:
Dir Dir Opt/K ALL/S DIRS/S FILES/S INTER/S
- Dir – nazwa katalogu do wyświetlenia
- ALL – wyświetla rekurencyjnie zawartość podkatalogów
- DIRS – pokazuje tylko katalogi
- FILES – pokazuje tylko pliki

## dir w CP/M i CP/J
DIR, w systemach CP/M i CP/J, to dyrektywa rezydenta zlecająca wykonanie polecenia powodującego wyświetlenie informacji o katalogu, grupie plików lub pojedynczym pliku.
Dyrektywa ta może mieć następującą postać:
DIRwyświetlenie informacji o wszystkich plikach w bieżącym katalogu (bieżący napęd dyskietek), z wyjątkiem plików systemowych; równoważne zapisowi: DIR *.*
DIR X:jak wyżej wyświetlenie informacji o wszystkich plikach, ale w katalogu napędu X:
DIR [X:]nazwa wieloznacznawyświetlenie informacji katalogowej o grupie plików, z bieżącego katalogu lub (jeżeli wyspecyfikowano) z napędu X:
DIR [X:]nazwa jednoznacznawyświetlenie informacji katalogowej o konkretnym pliku, z bieżącego katalogu lub (jeżeli wyspecyfikowano) z napędu X:
Powyższym poleceniem wyświetlane są informacje o plikach z obszaru aktywnego użytkownika. Wyświetlenie plików z obszaru innego użytkownika, wymaga przejścia do obszaru tego użytkownika dyrektywą USER.

## dir w Windows
W wypadku systemu Windows, należy wpisać je w wierszu poleceń. Zazwyczaj jest nim cmd.exe, ale może też być COMMAND.COM.
- /b – wyświetla pliki lub katalogi jeden pod drugim bez żadnych informacji o nich
- /p – zatrzymuje wyświetlanie po zapełnieniu ekranu, co ułatwia przeczytanie. Wciśnięcie dowolnego klawisza spowoduje wyświetlenie dalszej części spisu
- /q – wyświetla kto jest właścicielem pliku
- /a – wyświetla pliki o podanych atrybutach

1. D (lub <DIR>) – ang. – Directories – wyświetla katalogi
2. R – ang. – Read-only files – wyświetla tylko pliki do odczytu
3. H – ang. – Hidden files – wyświetla tylko pliki ukryte
4. A – ang. – Files ready for archiving – wyświetla tylko pliki gotowe do archiwizacji
5. S – ang. – System files – wyświetla tylko pliki systemowe
6. I – ang. – Not indexed files – wyświetla tylko pliki, których zawartość nie jest zaindeksowana
7. L – ang. – Reparse points
8. – – ang. – odwrotność (np. dir /a-R wyświetli wszystkie oprócz tych do odczytu)

Wpisywane są bez spacji np. dir /aL
- /o – służy do sortowania wyświetlonej listy:

1. N – alfabetycznie
2. S – zależnie od wielkości – najmniejsze na początku
3. E – alfabetycznie według rozszerzenia
4. D – według daty – najstarsze na początku
5. G – najpierw katalogi (odwrotnie niż standardowo)

Wpisywane są bez spacji np. dir /oE

## Przykłady
```
dir /b c:\ >> c:\1.txt
```

W systemie Windows spowoduje zapisanie spisu katalogów do pliku 1.txt na dysku C.
```
dir sys:documents >speak:
```

W systemie AmigaDos spowoduje odczytanie na głos zawartości katalogu sys:documents